# Olivier Dahan
Olivier Dahan (ur. 26 czerwca 1967 w La Ciotat) – francuski reżyser, scenarzysta i producent filmowy. Reżyseruje również seriale telewizyjne (m.in. Wszyscy młodzi w ich wieku), teatralne musicale (Mozart, l'opéra rock) i teledyski (np. do piosenek zespołu The Cranberries).

## Kariera
Autor wyróżnionego dwoma Oscarami filmu biograficznego Niczego nie żałuję – Edith Piaf (2007). Wybitna rola Marion Cotillard w tym filmie była pierwszą nagrodzoną rolą z dialogami w języku francuskim w historii nagród Amerykańskiej Akademii Filmowej.
Po sukcesie obrazu Dahan zaczął kręcić filmy w języku angielskim z gwiazdami hollywoodzkimi w obsadzie. Jego ostatni film Grace księżna Monako (2014) z Nicole Kidman w roli Grace Kelly otworzył 67. MFF w Cannes, gdzie spotkał się jednakże z bardzo chłodnym przyjęciem.

## Filmografia

### Reżyser

#### Filmy fabularne
- 1998: Martwi za życia (Déjà mort)
- 2001: Tomcio Paluch (Le petit poucet)
- 2002: Obiecane życie (La vie promise)
- 2004: Purpurowe rzeki II: Aniołowie apokalipsy (Les rivières pourpres 2 - Les anges de l'apocalypse)
- 2007: Niczego nie żałuję – Edith Piaf (La môme)
- 2010: Piosenka o miłości (My Own Love Song)
- 2012: Les seigneurs
- 2014: Grace księżna Monako (Grace of Monaco)

#### Filmy krótkometrażowe
- 1997: Les fantômes du samedi soir
- 2008: Lady Noire[3][4]